# 貨幣錯覚
貨幣錯覚（かへいさっかく、money illusion）とは、人々が実質値ではなく名目値に基いて物事を判断してしまうこと。本来、貨幣価値の変化を考慮した購買力によって判断しなければならない時に、金額を通じて判断を行なってしまうこと。貨幣の中立性が成立しなくなる一要因である。

## 概要
貨幣はそれ自身が何か有用であるわけではなく、あくまで貨幣によって購入されたものから満足を得ることができる。つまり、名目的な貨幣額ではなく実質的な購買力こそが重要なはずである。それにもかかわらず、人々には名目の貨幣額に基づいて行動を決定する傾向があり、それをアーヴィング・フィッシャーは貨幣錯覚と名付けた。その後、多くの実証分析や実験などによって、存在が確認されてきた。
たとえば、10%のインフレーションが起きることを知っている企業が名目賃金を5%引き上げたとする。このとき実質賃金は低下しているが、労働者が名目賃金の上昇だけを見て労働供給を増やそうとするような場合、労働者は貨幣錯覚に陥っていると言う。
あるいは、1%のデフレ経済において、手取りの給料が500万円から499万円に下がったとする。このとき実質の給料は増えており購買力は上昇しているにもかかわらず、名目の給料が減っていることを見て支出を減らそうとするような場合にも、貨幣錯覚が起きている。
また、2%のインフレ下において名目賃金を1%引き上げることと、1%のデフレ下において名目賃金を2%引き下げることは、実質で見るとほぼ同じことである。しかし労働者が、名目賃金が減ってしまう後者に対して、前者に対するよりも非常に強く反対するということが見られる。これも貨幣錯覚の一つである。
なお、貨幣「錯覚」とは呼ばれるものの、これは非合理的行動であるとは限らない。実質化して購買力に基いて考えるには、今後それぞれが購入する可能性のある様々な財の将来の物価に関する知識が必要となるが、それを正確に知ることはできないため、より不確実性の低い名目値をベースに考えることには合理性がある。また、契約や法のように名目値で固定され、実質化して考えることが適さない事象も多いため、やはり名目値を基準に判断することには一定の合理性がある。たとえば、持ち家の購入など、ある時点で将来までの消費を約束するような契約によって、理論的にも人々が名目値を重視する可能性が高くなることが指摘されている。

## 政策との関係
貨幣錯覚の有無は、経済政策の効果を考える時に非常に重要となる。もし貨幣錯覚が存在すれば、たとえ同じだけのインフレを招いたとしても名目賃金を引き上げるような政策によって、人々の消費を増やすなど総需要を刺激することが可能となる。
短期的には貨幣錯覚が存在するならばインフレ率と失業率の間にトレードオフが発生するが、長期的には人々が間違い続けることはなく貨幣錯覚が解消されるとすると、インフレ率と失業率の間のトレードオフは消失する（→フィリップス曲線、自然失業率）。その結果、インフレ率を引き上げるような政策は短期的には失業率の改善を達成できるものの、長期的には失業率は下がらなくなりインフレだけが上昇してしまうという、望ましくない結果を招く。ただし、ジョージ・アカロフらの指摘によると、貨幣錯覚は長期的にも解消され難く、この時には長期的にもインフレ率と失業率の間のトレードオフは残る。
貨幣錯覚によって労働者が実質賃金の引き下げよりも名目賃金の引き下げに強く反対している場合、デフレ環境下では実質賃金が高止まりしがちで労働需給が調整されにくくなり、失業を生みやすい。このような状況では、政策によって適度なインフレにすることで、名目賃金を引き上げながら実質賃金を引き下げることができれば、労働需給の調整がスムーズになるため雇用を改善できる。
高インフレ期に株価が低迷するという傾向が確認されるが、これは高インフレに伴う高い名目金利を、投資家が実質金利が高いと誤認するからだという説がある。これも本来は実質金利に基いて判断すべき時に、名目金利に基いて株式の売買行動を決定してしまうという点で貨幣錯覚の一種である。投資家にこのような傾向がある場合、インフレ率を引き上げる量的金融緩和政策のような政策は株価高騰を抑える効果（および、それに伴う資産効果）を併せ持つことになるので、マクロ経済の安定化のためにはそれを加味する必要がある。また、低インフレ期に株価バブルが起きやすいことになるため、注意が必要となる。
また、土地などの資産への投資が過去の収益の推移に依存して行われる場合、実質での収益が伸びていなくてもインフレーションによって名目での収益が伸びると、投資家はそれをファンダメンタルの高成長と誤認して投資を加速させてしまい、ファンダメンタルと乖離した価格上昇というバブルを招き得る。